# Jezioro Chechelskie
Jezioro Chechelskie (także Zalew Chechło) – sztuczny zbiornik zaporowy w południowej Polsce, położone w województwie małopolskim, w powiecie chrzanowskim, w Trzebini, Chrzanowie i Pile Kościeleckiej.
Powstały w latach 60. zbiornik ma około 54 ha powierzchni i 1,5 km długości. Jezioro zasilane jest przez wypływającą z Puszczy Dulowskiej rzekę Chechło i potok Młoszówka. Znajdują się tam ośrodki wypoczynkowe oferujące noclegi i sale do wynajęcia. W sezonie czynne jest strzeżone kąpielisko i wypożyczalnia sprzętu wodnego.

## Przyroda
Interesujący przyrodniczo jest obszar otoczony szuwarem trzcinowym usytuowany przy Pile Kościeleckiej. Występują tu zbiorowiska roślinności wodnej oraz występującej na stanowiskach wilgotnych. Spotykamy tu głównie rośliny błotne: manna mielec, pałka szerokolistna, pałka wąskolistna, trzciny, sity oraz dość rzadkie w tych rejonach jeżogłówki gałęziste. Na powierzchni wody znajdują się skupiska rdestnicy pływającej. Rosną tu również rośliny storczykowate i mieczyk dachówkowaty, a także chronione: kosaciec syberyjski i zimowit jesienny. W trzcinowiskach gnieździ się wiele gatunków ptaków takich jak trzciniak, łyska, perkoz dwuczuby i sporadycznie bączek. Ssaki reprezentują między innymi bóbr europejski, karczownik ziemnowodny i piżmak.